# Кітамура Кусуо
Кітамура Кусуо (9 жовтня 1917 — 6 червня 1996) — японський плавець.
Олімпійський чемпіон 1932 року.